# Luigi Asti
Luigi Asti (Milano, 25 dicembre 1922 – Milano, 14 gennaio 1977) è stato un allenatore di calcio e calciatore italiano, attivo come terzino tra gli anni quaranta e cinquanta.

## Caratteristiche tecniche
Terzino roccioso e forte fisicamente, si faceva valere nel gioco aereo e acrobatico, non essendo stilisticamente raffinato.

## Carriera
Cresciuto nel Milano, nel gennaio 1942 si trasferisce per servizio militare a Pavia, ed esordisce nel Pavese Luigi Belli (poi confluito nel ricostituito Pavia), nel campionato di Serie C 1941-1942. Con la formazione lombarda disputa da titolare i successivi tornei di guerra, tra cui il Torneo Benefico Lombardo. Al termine del conflitto torna al Milan, dove gli viene preferito Giovanni Clocchiatti come titolare; a dicembre passa al Mantova, con cui partecipa al campionato di Serie B-C Alta Italia 1945-1946 disputando 18 presenze con una rete. Al termine della stagione si trasferisce al Legnano, di cui diventa una bandiera negli anni dell'immediato secondo dopoguerra: milita nella compagine lombarda per sette stagioni, intervallate da un campionato di Serie B in prestito al Varese. Con la maglia lilla ottiene due promozioni in massima serie (nel 1950-1951 e nel 1952-1953, e disputando due stagioni in Serie A, entrambe concluse dalla squadra lilla all'ultimo posto.
Esordisce nella massima serie il 7 ottobre 1951 nella partita Udinese-Legnano 2-1, e colleziona 39 partite in Serie A, mentre le presenze con la maglia del Legnano sono 173, che lo collocano tra i fedelissimi della formazione lombarda. Dopo aver riscattato la lista con il Legnano ottiene di allenarsi con l'Inter e  nell'ottobre 1954, si trasferisce al Piacenza; in Emilia disputa tre stagioni, due in Serie C e una in IV Serie, indossando anche la fascia di capitano
Chiude la carriera a 34 anni, nel 1957, dopo aver totalizzato complessivamente 39 presenze in Serie A e 160 presenze e 3 reti in Serie B.
Dopo il ritiro dall'attività agonistica allena a livello dilettantistico il Corsico e il Cassano 1966.
Effettua selezioni per la squadra della regione Lombardia e svolge attività di preparatore atletico per il pieno recupero di giocatori infortunati. 
Si spegne improvvisamente all'età di 55 anni.